# Paul-Marie Masson
Pour les articles homonymes, voir Paul Masson et Masson.
Paul-Marie Masson, né à Sète le 19 septembre 1882 et mort à Paris le 27 janvier 1954, est un musicologue, professeur de musique et compositeur français.  

## Biographie
Paul-Marie Masson fréquente le collège de Sète puis le lycée de Montpellier et est lauréat du Concours général en 1900. Il obtient un baccalauréat ès lettres et intègre le lycée Henri IV. Reçu à l'École normale supérieure (promotion 1904 Lettres) et agrégé des lettres (1907), il est par la suite élève de l'EPHE et de la Schola cantorum (cours de composition musicale de Vincent d'Indy, 1907-1909). Il consacre sa thèse de doctorat à l'œuvre lyrique de Jean-Philippe Rameau.
Paul-Marie Masson est mobilisé du 2 août 1914 au mois de mars 1919 comme sous-officier puis lieutenant dans une unité combattante durant la Première Guerre mondiale. 
Plus tard, il enseigne à l'Institut français de Florence et fonde l'Institut français de Naples en 1919. Il est chargé de cours d'histoire de la musique moderne à la Faculté des lettres de Paris en 1931 et devient professeur titulaire six ans plus tard. Il prend sa retraite en 1952, en qualité de professeur honoraire. 
Outre ses fonctions universitaires, Paul-Marie Masson est également le fondateur et directeur de l'Institut de musicologie de l'Université de Paris (1952) et le vice-président de la Société française de musicologie. Il est aussi vice-président de la Société internationale de musicologie (1949-52). Il contribue à de nombreuses revues : Courrier musical, Dépêche, Grande Revue, Ménestrel, Mercure musical, Nouvelle revue de Hongrie, Revue critique, Revue de musicologie, Revue de Paris, Revue historique, Revue internationale de l'enseignement, ou encore Revue musicale. 
Paul-Marie Masson est lui-même compositeur de musique.
En 1923, il avait publié chez Alcan, dans la collection Les maîtres de la musique, une monographie sur Berlioz.

## Publications
- L'humanisme musical en France au XVIe siècle (1913)
- Rapport sur la musique française contemporaine (1913)
- Chants de carnaval florentins à l'époque de Laurent de Médicis, texte musical publié pour la première fois d'après les manuscrits, tome 1 (1913)
- Œuvres musicales (1916-25)
- Berlioz (1923)
- L'opéra de Rameau, thèse de doctorat (1930)
- L’œuvre dramatique de Méhul (1937)
- La musique en France de Cambert à Rameau (1946)
- Le prélude pastoral d'Emmanuel Chabrier (1943)
- La « lettre » sur Omphale (1945)

## Distinctions
Paul-Marie Masson est nommé Officier de la légion d'honneur en 1952, chevalier à titre militaire, ainsi croix de guerre en 1917. 